# Setina roscida
Setina roscida — вид лускокрилих комах з родини еребід (Erebidae).

## Поширення
Вид поширений в Європі від Франції до Поволжя та Алтаю. В Альпах трапляється на висоті до 2500 мнад рівнем моря. Мешкає на степових короткотравних схилах, а також на кам'янистих і вапнякових схилах.

## Опис
Розмах крил у самців становить 19–24 мм, у самиць — 14–20 мм. Передні крила вузькі та довгі з жовто-помаранчевий основним кольором, з якого виділяються три поперечні ряди, утворені чорними крапками. Задні крила мають такий самий основний колір, як і передні, а також мають кілька чітких чорних крапок на крайовій ділянці. Черевце шовковисто-чорне і має жовті волоски на двох крайніх задніх сегментах. Особини з Альп мають темніше забарвлення.

## Спосіб життя
Існує два покоління на рік з дорослими особинами на крилі з квітня по червень і знову з липня по вересень. Личинки живляться лишайниками. Вид зимує в стадії личинки.